# U (Chrisma)
U è il secondo singolo del duo musicale italiano Chrisma, pubblicato nel 1977.

## Descrizione
Il brano U è una cover del brano Who, pubblicato nel 1974 da Odyssey, pseudonimo utilizzato da Vangelis per questo solo singolo. Il brano è stato scritto da Richelle Dassin (sorella di Joe Dassin) e Robert Fitoussi (meglio noto come F.R. David). Oltre alla versione dei Chrisma, nello stesso 1977 il brano Who viene reinterpretato anche da Demis Roussos (ex membro degli Aphrodite's Child assieme a Vangelis) con il titolo I Dig You all'interno dell'album The Demis Roussos Magic e come retro del singolo Você você e nada mais. Altra cover nello stesso anno viene eseguita dalla cantante finnica Marion con il titolo Syy Täysikuun e nel 1987 verrà campionata dai Fleetwood Mac nel brano Big Love.
Il disco è stato pubblicato dalla casa discografica Polydor Records nel corso del 1977 in formato 7" e 12" in vari paesi (Canada, Francia, Grecia, Italia e Paesi Bassi) in numerose edizioni, recanti tuttavia tutte i medesimi lato A e lato B, U (Part. I) e U (Part. II). L'edizione in 12" presenta tuttavia delle versioni più lunghe dei due brani.
Questo singolo non è stato incluso né in nessun album né in nessuna raccolta del duo musicale, così come accaduto anche con il precedente Amore: i primi due singoli infatti, antecedenti alla svolta punk/new wave che prenderanno i Chrisma a partire dal 1977, rimarranno un caso isolato, testimonianza del loro primo approccio alla scena musicale attraverso la disco music.

## Tracce
7"
1. U (Part I) – 4:38 (Richelle Dassin, Robert Fitoussi)
2. U (Part I) – 4:43 (Richelle Dassin, Robert Fitoussi)

Durata totale: 9:21
12"
1. U (Part I) – 6:16 (Richelle Dassin, Robert Fitoussi)
2. U (Part I) – 6:21 (Richelle Dassin, Robert Fitoussi)

Durata totale: 12:37

## Formazione
- Christina Moser - voce
- Maurizio Arcieri - voce